# Weiskerns Nachlass
Weiskerns Nachlass ist ein Roman des deutschen Schriftstellers Christoph Hein, der 2011 im Suhrkamp Verlag erschien und im Folgejahr mit dem Uwe-Johnson-Preis ausgezeichnet wurde.

## Inhalt
Mit 59 Jahren sitzt Rüdiger Stolzenburg als Dozent an der Universität Leipzig noch immer auf einer halben Stelle. Seit 15 Jahren wird ihm die Ernennung zum Akademischen Rat versprochen, doch bei den zunehmenden Sparzwängen fürchtet Frieder Schlösser, Leiter des Instituts für Kulturwissenschaft, dass eher sein Institut geschlossen wird, als dass Stolzenburg noch eine Chance auf eine Vollanstellung hat. So schlägt sich der Wissenschaftler mehr schlecht als recht mit unterbezahlten Gelegenheitsarbeiten durch. Selbst das Finanzamt kann die geringen Einkünfte des Akademikers nicht glauben, ordnet eine Überprüfung der früheren Steuererklärungen an, und fordert aufgrund eines Berechnungsfehlers in den letzten zehn Jahren eine Steuernachzahlung von über 11.000 Euro ein, eine Summe, die Stolzenburg unmöglich aufbringen kann.
Stolzenburg lebt allein. Zu seiner geschiedenen Frau hat er keinen Kontakt mehr. Seine dreißigjährige Tochter ruft den Vater höchstens einmal im Jahr an, wenn sie in Geldschwierigkeiten steckt. Mit stets jüngeren Frauen hat Stolzenburg zeitlich begrenzte Affären, so im Moment mit der Kosmetikerin Patrizia, deren Heiratswünschen er konsequent ausweicht. Eine Freundin seiner Institutskollegin Marion namens Henriette weckt in Stolzenburg ein unerwartet ernstes Interesse, und er trennt sich für sie von Patrizia. Doch Henriette zweifelt an seiner Vertrauenswürdigkeit und bleibt auf Distanz, erst recht, als Stolzenburg ihr den Überfall einer Mädchengang verschweigt. Die kaum in der Pubertät steckenden, doch bewaffneten und gewaltbereiten Mädchen steigen Stolzenburg seit einem Unfall vor einigen Tagen nach, und er schämt sich seiner Hilflosigkeit gegenüber den Kindern.
Stolzenburgs Leidenschaft gilt seit Jahren einem aussichtslosen Projekt, einer Werkausgabe des vergessenen Bühnenkünstlers und Kartografen Friedrich Wilhelm Weiskern, für die er keinen Verlag findet. Auch Jürgen Richter, der die einzige Dissertation zu Weiskern geschrieben hat und inzwischen als Verleger zu Wohlstand gelangt ist, lehnt die unverkäufliche Buchausgabe ab. Da wendet sich ein Conrad Aberte an Stolzenburg und bietet einen auf einem Dachboden gefundenen Nachlass Weiskerns zum Verkauf an. Stolzenburg geht mit der einzigen Absicht auf das Angebot ein, an Kopien der Dokumente zu gelangen, die seiner Werkausgabe Auftrieb verleihen könnten. Doch ein Anruf beim Wiener Dorotheum entlarvt den Nachlass als Fälschung, und Stolzenburg arbeitet mit der Kriminalpolizei zusammen, um Aberte zu überführen.
Von anderer Seite ergibt sich eine unerwartete Möglichkeit, Originalhandschriften Weiskerns einzusehen: der Onkel seines Studenten Sebastian Hollert besitzt eine umfangreiche Autographensammlung. Stolzenburg verachtet das reiche Fabrikantensöhnchen, das für sein Studium keinerlei Interesse aufbringt und sich von Stolzenburg den Abschluss kaufen will, den es einzig braucht, um eine Bedingung für das Erbe seines Onkels zu erfüllen. Obwohl ihn das Bestechungsgeld auf einen Schlag von allen finanziellen Sorgen befreien könnte, lehnt Stolzenburg das unmoralische Angebot ebenso brüsk ab wie jenes der Studentin Lilly, die sich ihrem Dozenten ganz offen anbietet, um sich von ihm die Diplomarbeit über die Geschichte des Grillo-Theaters schreiben zu lassen. Er will nicht werden wie sein Kollege Krupfer, der schon seit Jahren im Ruf steht, im Austausch gegen gute Noten mit seinen Studentinnen zu schlafen.
Auf einem Flug nach Basel, wo er einen Vortrag halten soll, überkommt Stolzenburg die Furcht abzustürzen. Doch seine Illusion von ausgefallenen Propellern löst sich in Luft auf. Stolzenburg reflektiert auf dem Flug seine Situation. Ein Steuerberater, der wie so viele andere Menschen außerhalb des Wissenschaftsbetriebs Stolzenburgs geringes Einkommen nicht fassen konnte, hat eine Halbierung der Steuerschuld und eine Tilgung über Raten erreicht, die nicht unerreichbar scheinen. Stolzenburg hofft noch immer auf eine Beziehung mit Henriette, doch er kann sich auch vorstellen, weiter allein zu leben und Patrizia wieder anzurufen. Und er hofft noch immer, Richter von der Weiskern-Ausgabe zu überzeugen, deren Vorwort er mitsamt der Episode um den Fälscher Aberte bereits vor Augen hat. Vielleicht wird er doch auf das Angebot Sebastian Hollerts eingehen, um an die Weiskernhandschriften seines Onkels zu gelangen. Und wenn er einmal über seinen Schatten gesprungen ist, könnte er auch das Angebot Lillys annehmen. Das einzige, was er nicht aufgeben wird, ist die Billardrunde mit seinen Freunden, wo er mehr zählt als eine halbe Stelle.

## Ausgaben
- Christoph Hein: Weiskerns Nachlass. Suhrkamp, Berlin 2011, ISBN 978-3-518-42241-0.
- Christoph Hein: Weiskerns Nachlass. Lesung mit Götz Schubert, Regie: Rainer Schwarz, 420 Min., 1 mp3-CD, MDR Figaro 2013/ Der Audio Verlag, Berlin 2015, ISBN 978-3-86231-562-8.